# 107e régiment d'infanterie « prince Jean-Georges » (8e régiment d'infanterie royal saxon)
Pour les articles homonymes, voir 107e régiment et 8e régiment.
Le 107e régiment d'infanterie allemande est une unité militaire de la Première Guerre mondiale. Il a été commandé par le prince Jean-Georges de Saxe, époux de la princesse Marie-Isabelle de Wurtemberg. Sa ville de garnison est Leipzig.

## Première Guerre mondiale

### Rattachement
- août 1914 - mars 1915 : 24e division d'infanterie
- mars 1915 - novembre 1918 : 58e division d'infanterie